# Campylandra chinensis
Campylandra chinensis är en sparrisväxtart som först beskrevs av John Gilbert Baker, och fick sitt nu gällande namn av M.N.Tamura, S.Yun Liang och Nicholas J. Turland. Campylandra chinensis ingår i släktet Campylandra och familjen sparrisväxter. Inga underarter finns listade i Catalogue of Life.

## Bildgalleri

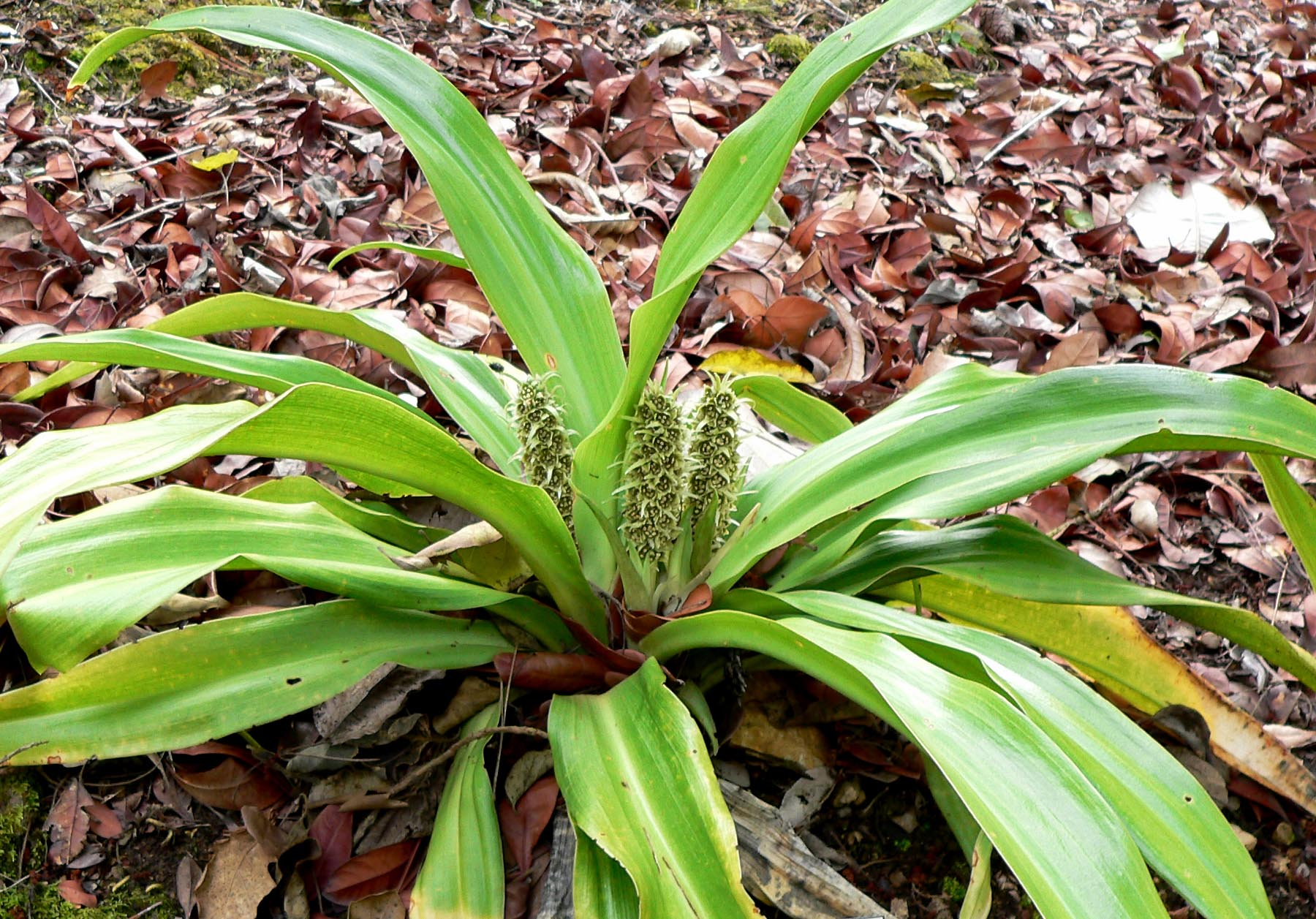